# Резолюция 227 на Съвета за сигурност на ООН
Резолюция 227 на Съвета за сигурност на ООН, приета на закрито заседание на Съвета от 28 октомври 1966 г., препоръчва на Общото събрание на ООН да удължи срока на правомощията на генералния секретар на Организацията на обединените нации У Тан до края на двадесет и първата редовна среща на Общото събрание на ООН.